# 大間書
大間書（おおまがき）とは、春と秋の恒例の除目における任官に際して、任官の対象となる欠員の官職の名称とその候補者を列記した名簿のこと。原紙を作成のために欠員の官職名を列記する際に予め候補者の位階氏姓名を記入する（入眼（じゅがん））を行うための空白（間）が大きく開けられていたことから、「大間書」もしくは単に「大間」と呼ばれた。

## 概要
まず除目に先立って外記が原紙を作成し、神祇官・太政官から八省及びその被官、弾正台・京職・鋳銭使・諸国国司及び大宰府（五畿七道順）・衛府・馬寮・兵庫寮・鎮守府までの欠員の官職（四等官及び品官）が一覧として記される。除目の銓擬（せんぎ）によって人事が決定された後に執筆（しゅひつ）を担当する大臣が空白部分に候補者の位階氏姓名及び年給などの注記を記入する入眼を行って大間書の最後に日付を書き加えて天皇の奏覧を受ける。その後、別に任じられた清書（きよがき）の上卿が白か黄色の紙に清書を行った。
なお、大間書は天皇の奏覧を受ける前に除目に参加した他の公卿の確認を行うことや、清書の終わった大間書は執筆した大臣が持ち帰ることが許されていた。使用された大間書や内容の確認を行った他の公卿のメモが除目に不参加の公卿らの間で回覧された除目聞書の元になったと考えられている。
天皇が補任を行うために必要な文書であるため、大間書の書き方、折り方、封印方法など多くの作法が存在し、大変複雑であり、作成には慎重が期された。そのため、有職故実として研究の対象となり、九条良経の『除目大成抄（大間成文抄）』や洞院公賢の『魚魯愚鈔』など大間書作成のための書物が作成された。
現存最古の大間書は鎌倉時代に書写された長徳2年（996年）の大間書（東洋文庫所蔵岩崎文庫本「塚本文書」）があり、同年と保元4年（1159年）・享徳2年（1453年）・天文20年（1551年）の大間書が『群書類従』・『続群書類従』に採録されている。